# Федоровка (Нижньогородська область)
Федоровка (рос. Фёдоровка) — село в Краснооктябрському районі Нижньогородської області Російської Федерації.
Населення становить 82 особи. Входить до складу муніципального утворення Краснооктябрський округ.

## Історія
До травня 2022 року входило до складу муніципального утворення Салганська сільрада.

## Населення
1. Н/Д[2]